# أنجيل سيتي
أنجيل سيتي هو نادي أمريكي لكرة قدم للسيدات من مدينة لوس أنجلوس تم الإعلان عنه في 21 يوليو 2020  ومن المخطط أن ينضم ل الدوري الوطني لكرة القدم للسيدات في موسم 2022.